# بيرتا كارليك

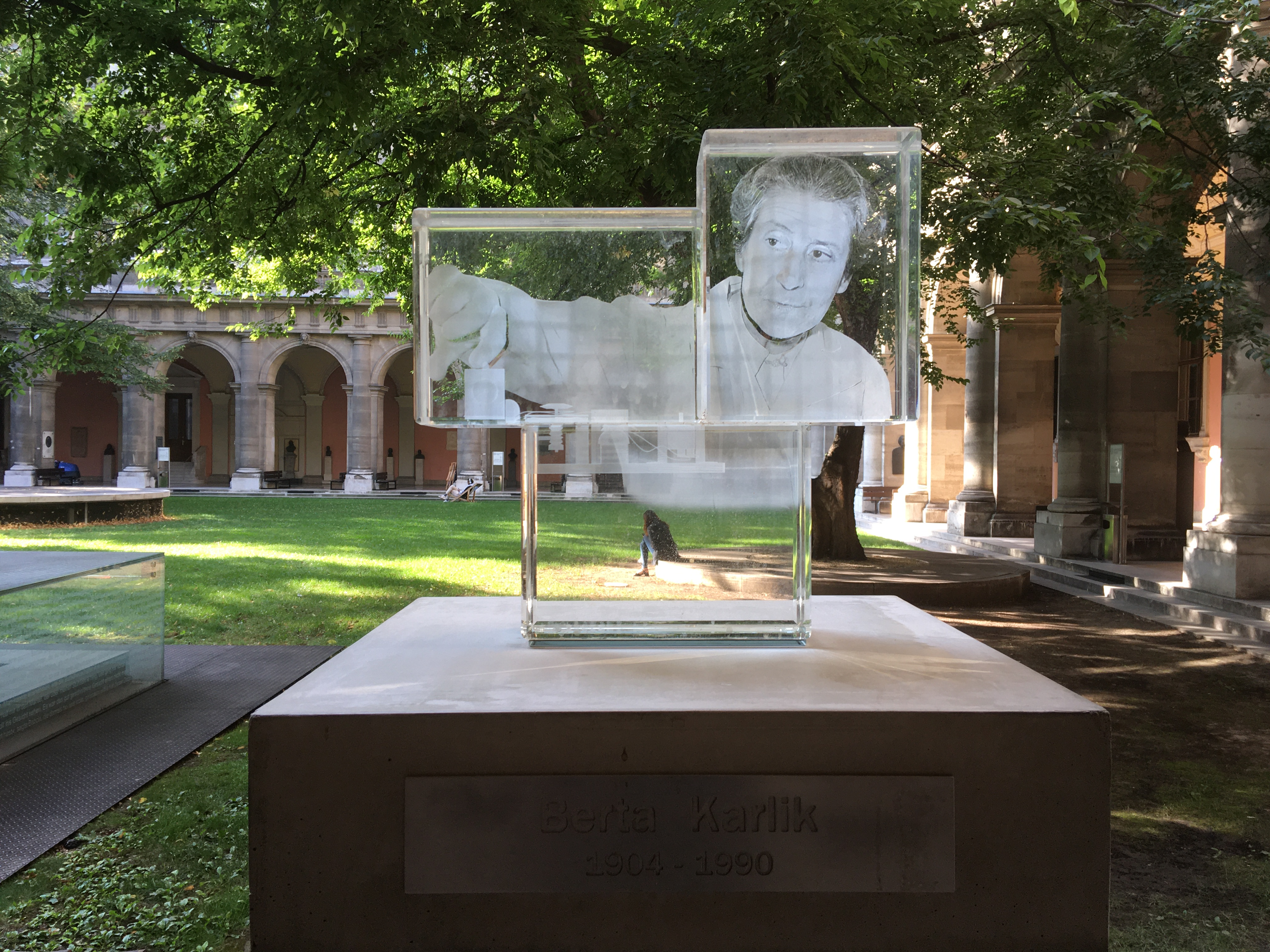
Denkmal Berta Karlik

بيرتا كارليك (بالألمانية: Berta Karlik) هي فيزيائية نمساوية، ولدت فب 14 يناير 1904 وتوفيت في 4 فبراير 1990. عملت في سنة 1931 بمعهد الراديوم في فيينا، حيث أصبحت مديرة له في سنة 1947. أجريت كارليك أبحاثا في مجال النشاط الإشعاعي واكتشفت مع تراود كليس بيرنيرت عنصر الأستاتين المشع.

## السيرة الذاتية
ولدت بيرتا كارليك بمدينة فيينا في 14 يناير 1904 من أسرة من الطبقة العليا. بيرتا هي ابنة كارل كارليك، الذي كان يدير وكالة الرهن العقاري الوطنية للنمسا السفلى وبورغنلاند. تلقت تعليمها الابتدائي من المنزل، أين تعلمت الفرنسية والإنجليزية والهولندية بالإضافة إلى العزف على البيانو. ارتادت المدرسة الثانوية اعتبارا من سنة 1919 إلى غاية سنة 1923، عندما بدأت الدراسة كطالبة منتظمة في كلية الفلسفة بجامعة فيينا، في هذه الأخيرة دافعت برتا عن أطروحة في الفيزياء النووية سنة 1927 تحت إشراف ستيفان ماير وهانس ثيرينغ. كانت بيرتا كارليك مترددة بين البحث والتدريس، بحلول عام 1928 تخرجت أخيرا  واتجهت لتدريس الرياضيات والفيزياء في المدارس الثانوية، حيث عادت للتدريس في المدرسة الثانوية التي درست بها.
بحلول سنة 1930، تلقت منحة دراسية وسافرت إلى لندن لمتابعة دراساتها في علم البلورات مع السير وليام براغ، وسافرت أيضا إلى باريس والتقت عالمة الفيزياء الشهيرة ماري كوري الحاصلة على جائزة نوبل مرتين. 
عند عودتها إلى فيينا، انضمت بيرتا إلى معهد الراديوم في سنة 1931. افتتح هذا المعهد في سنة 1910، فكان الأول من نوعه في العالم، يجري بحوثا حول الخصائص الفيزيائية والكيميائية للنشاط الإشعاعي.
في جامعة فيينا، عملت كأستاذة مساعدة في سنة 1950، بحلول سنة 1956، كانت أول مرأة تقلدت منصب أستاذة كاملة.
حصلت في سنة 1951 على جائزة مدينة فيينا للعلوم، كما أصبحت عضوا مناظرا في الأكاديمية النمساوية للعلوم في سنة 1954، أين كانت ثاني امرأة تحصل على هذا الشرف بعد ليز مايتنر التي حصلت عليه سنة 1948. في نفس السنة حصلت على ميدالية «فيلهلم إكسنر»، ثم في سنة 1967، فازت بجائزة «شرودنجر». حصلت برتا كذلك من فرنسا على وسام السعفات الأكاديمية برتبة قائد.
تم تعيين بيرتا في لجنة مكتب مستشار النمسا كمستشار في مسائل الطاقة النووية. أثناء تنظم الأمم المتحدة لمؤتمرين في جنيف خلال الفترة الممتدة من 8 إلى 20 أغسطس 1955 ومن 1 إلى 13 سبتمبر 1958، اللذان تناولا موضوع الاستخدامات السلمية للطاقة النووية، كانت بيرتا كارليك هي الممثل الرسمي للنمسا. أخذ مؤتمر سنة 1958، شعار «الذرة من أجل السلام».
بالرغم من تقاعدها في سنة 1974، استمرت بيرتا في عملها بالمعهد حتى وفاتها في الرابع من شهر فبراير لسنة 1990.